# Winterbrook
Winterbrook – wieś w Anglii, w hrabstwie Oxfordshire, w dystrykcie South Oxfordshire. Leży 22 km na południowy wschód od Oksfordu i 70 km na zachód od Londynu.